# Пандульф III (князь Беневентський)
Пандульф III (†1060) — останній лангобардський князь Беневентський. Правив з 1012 року разом зі своїм батьком Ландульфом V і дідом Пандульфом II, з 1033 разом з батьком і самостійно в 1033—1053 роках).

## Біографія
З 1038 Пандульф III правив разом зі своїм сином Ландульфом VI. На той час Беневентське князівство перебувало в залежності від імператора Священної Римської імперії.
В 1047 імператор Генріх III здійснив подорож на південь Італії, щоб оглянути свої володіння. Імператриця Агнеса відвідала Монте-Гаргано як пілігрим та була прийнята у Беневенто. Імператор Генріх III не був прийнятий, а тому негайно організував облогу міста. Папа Римський Климент II відлучив Пандульфа III і Ландульфа VI, а також їх підданих від церкви. Невдовзі облога була знята, але правителі князівства були змушені втекти з міста.
У 1050 пап Лев IX як паломник прибув до Санктуарію Святого Михаїла в Монте-Гаргано, підтвердив відлучення князів від церкви, після чого жителі Беневенто прогнали князів. Беневенто визнало владу папи у квітні 1051, який 5 липня прийняв його під свою опіку.
Після битви біля Чивітате, в якій папа був полонений, місто запросило Пандульфа III і Ландульфа VI до влади (між червнем 1053 і березнем 1054). Пандульф III повернувся і правив як васал папи, а в 1059 остаточно зрікся престолу.